# Sebaea ambigua
Sebaea ambigua är en gentianaväxtart som beskrevs av Adelbert von Chamisso. Sebaea ambigua ingår i släktet Sebaea och familjen gentianaväxter. Inga underarter finns listade i Catalogue of Life.